# McConnellsburg
McConnellsburg è un comune (borough) degli Stati Uniti d'America, situato nello stato della Pennsylvania, nella contea di Fulton, della quale è il capoluogo.